# Gang Benčhen
Gang Benčhen (také Gang Benchen, Kangboqen, Kangbengquin, Kangpenqin, Kangbochin, Kangpengqing nebo Kangpenqing) je hora vysoká 7 281 m n. m. nacházející se v pohoří Himálaj v Tibetské autonomní oblasti Čínské lidové republiky. Kromě různých hláskování jména jsou známy také různé informace o výšce v rozmezí od 7 211 m do 7 299 m.

## Prvovýstup
Prvovýstup provedli 1. dubna 1982 horolezci Riyuko Morimoto, Kozo Matsubayashi, Kazunari Ushida, Shim Koshima, Takao Morito, Goro Hitomi, Kiyoshi Nakagawa a Hiroshi Kondo z japonské expedice. Následujícího dne se dostali na vrchol také Shoichiro Ueo, Takashi Nishiyama a Rikuyo Morimoto.